# Hieraaetus weiskei
Hieraaetus weiskei é uma espécie de ave de rapina da família Accipitridae.
Pode ser encontrada nos seguintes países: Indonésia e Papua-Nova Guiné.
Os seus habitats naturais são: florestas subtropicais ou tropicais húmidas de baixa altitude e regiões subtropicais ou tropicais húmidas de alta altitude.
Esta espécie é considerada como subespécie de Hieraaetus morphnoides pela taxonomia de Sibley-Ahlquist.

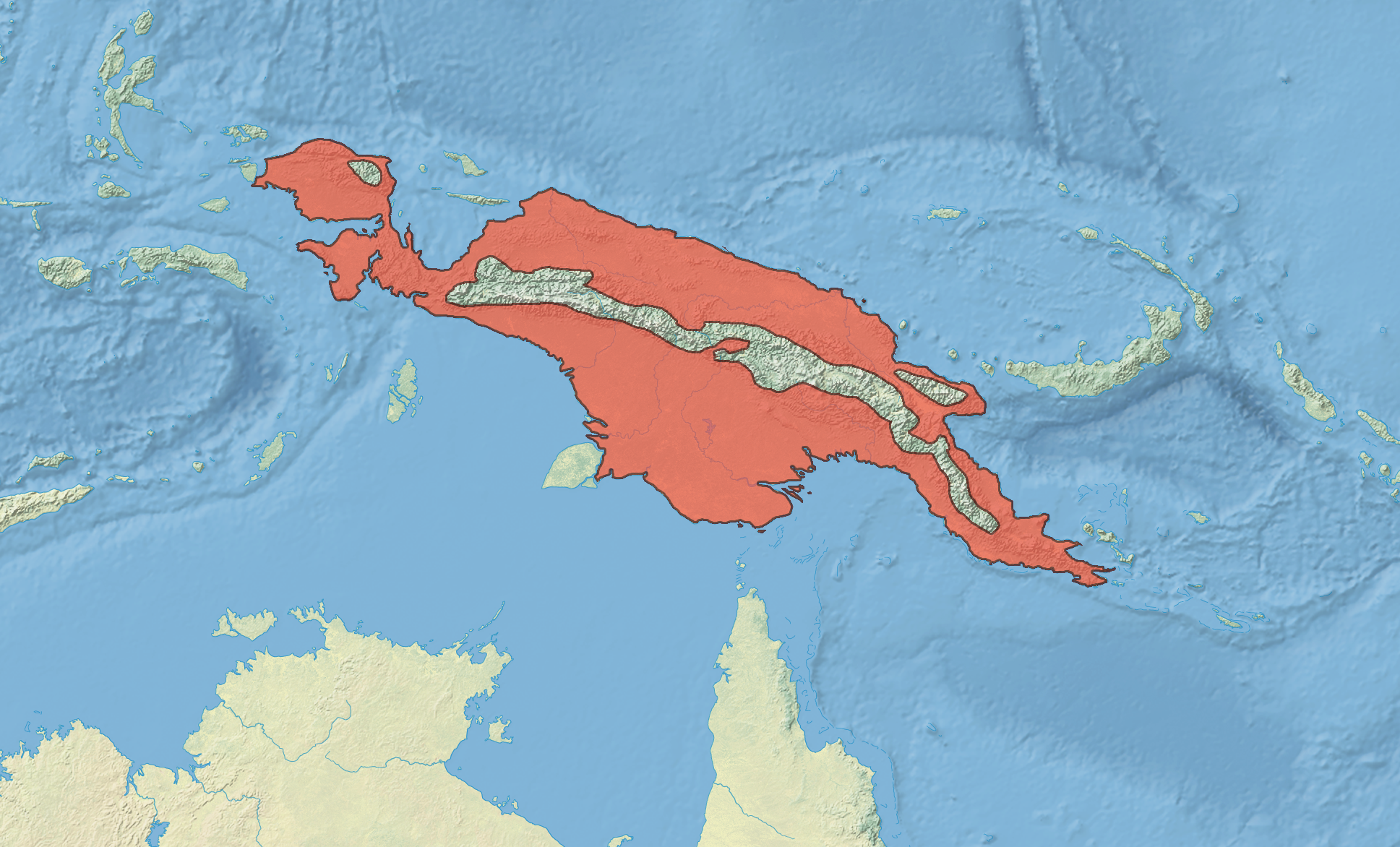
Distribuição das espécies na Nova Guiné

.